# Српска листа за Косово и Метохију
Српска листа за Косово и Метохију је била политичка коалиција формирана од неколико српских странака са Косова и Метохије за учешће на покрајинским парламентарним изборима, 24. октобра 2004. године. Освојила је 0,2% гласова народа и 8 од 120 мандата.
Срби са Косова и Метохије формирали су Српску листу за Косово и Метохију 2004. и освојили неколико мандата, али су бојкотовали привремене косовске институције и никада нису заузели своја места у покрајинској скупштини.